# 牧会学
牧会学(ぼっかいがく、英: Theology of pastoral care、独: Die Lehre von der Seelsorge, Poimenik)は主にプロテスタント教会の牧会を扱う実践神学の一部門である。
神学校では、役員会の運営、各団体の指導、信徒・求道者の個別指導、冠婚葬祭などの配慮や、牧会心理学、牧会カウンセリングの教育などが含まれる。
牧会学は実践神学部門の中では、一番歴史が古く4世紀のクリュソストモスにさかのぼるといわれる。19世紀以降に牧会学は学問として形成されてきた。
加藤常昭によると明治時代以降の日本のプロテスタントの牧会学の教育の内容は、宮川経輝や多田素の『牧会百話』のように、先輩牧師の牧会体験の継承が中心であった。さらに、アメリカの宣教師や留学者によるアメリカ的牧会カウンセリング、牧会心理学なども移入されているが、学問としては育たなかったとしている。